# Craig Nunenmacher
Craig "Louisiana Lightning" Nunenmacher es un músico estadounidense, reconocido por su trabajo como baterista de las bandas de heavy metal Black Label Society y Crowbar. Se unió a Black Label Society en julio de 2000 mientras tocaba con Crowbar, banda que se encontraba de gira con BLS en ese momento. El baterista original de BLS, Phil Ondich, dejó la agrupación en medio de la gira, por lo que Nunenmacher fue contratado para reemplazarlo para lo que restaba del tour. Algunas semanas después, el guitarrista y fundador de BLS Zakk Wylde le pidió que ocupara el puesto de baterista en la agrupación, donde se mantuvo hasta 2010.

## Discografía

### Crowbar
| Lanzamiento | Título                         | Sello               | Posición en listas | Ventas en EE.UU. |
| 1991        | Obedience Through Suffering    | Pavement Music      |                    |                  |
| 1993        | Crowbar                        | Pavement Music      |                    | 100.000          |
| 1994        | Live +1 (EP)                   | Pavement Music      |                    |                  |
| 1995        | Time Heals Nothing             | Pavement Music      |                    |                  |
| 2005        | Lifesblood for the Downtrodden | Candlelight Records |                    |                  |

### Black Label Society
| Lanzamiento | Título                                     | Sello | Posición en listas | Ventas en EE.UU. |
| 2001        | Alcohol Fueled Brewtality                  |       |                    |                  |
| 2002        | 1919 Eternal                               |       |                    |                  |
| 2003        | The Blessed Hellride                       |       |                    |                  |
| 2004        | Hangover Music Vol. VI                     |       |                    |                  |
| 2005        | Mafia                                      |       |                    |                  |
| 2005        | Kings Of Damnation 98-04                   |       |                    |                  |
| 2006        | Shot to Hell                               |       |                    |                  |
| 2006        | The European Invasion - Doom Troopin' Live |       |                    |                  |